# Скеюш
Скеюш (рум. Scăiuș) — село у повіті Караш-Северін в Румунії. Входить до складу комуни Фирліуг.
Село розташоване на відстані 349 км на захід від Бухареста, 24 км на північ від Решиці, 59 км на південний схід від Тімішоари.

## Населення
За даними перепису населення 2002 року у селі проживали 407 осіб.
Національний склад населення села:
| Національність | Кількість осіб | Відсоток |
| -------------- | -------------- | -------- |
| румуни         | 287            | 70,5%    |
| українці       | 73             | 17,9%    |
| словаки        | 21             | 5,2%     |
| чехи           | 17             | 4,2%     |
| німці          | 9              | 2,2%     |

Рідною мовою назвали:
| Мова       | Кількість осіб | Відсоток |
| ---------- | -------------- | -------- |
| румунська  | 287            | 70,5%    |
| українська | 73             | 17,9%    |
| чеська     | 24             | 5,9%     |
| словацька  | 21             | 5,2%     |